# 86 (число)
86 (вісімдеся́т шість) — натуральне число між  85 та  87.

## У математиці
- 86 = 222  (6)
- щасливе число

## У науці
- Атомний номер  радону

## В інших областях
- 86 рік, 86 рік до н. е., 1986 рік
- ASCII-код символу «V»
- 86 —  Код суб'єкта Російської Федерації і Код ГИБДД-ДАІ Ханти-Мансійського автономного округу.
- 86 томів енциклопедії «Брокгауза і Єфрона»